# Macapta marginata
Macapta marginata är en fjärilsart som beskrevs av William Schaus 1904. Macapta marginata ingår i släktet Macapta och familjen nattflyn. Inga underarter finns listade i Catalogue of Life.